# Cyrtopholis obsoleta
Cyrtopholis obsoleta là một loài nhện trong họ Theraphosidae.
Loài này thuộc chi Cyrtopholis. Cyrtopholis obsoleta được Pelegrin Franganillo-Balboa miêu tả năm 1935.